# Gandin (Ziga)
Pour les articles homonymes, voir Gandin.
Gandin, également orthographié Ganden, est une localité située dans le département de Ziga de la province du Sanmatenga dans la région Centre-Nord au Burkina Faso.

## Économie
L'agro-pastoralisme est l'activité principale de ce village isolé, bien que l'élevage et la transhumance traditionnels pratiqués par les populations Peulhs crée régulièrement de vives tensions communautaires à Gandin.

## Éducation et santé
Le centre de soins le plus proche de Gandin est le centre de santé et de promotion sociale (CSPS) de Ziga tandis que le centre hospitalier régional (CHR) se trouve à Kaya.
Gandin possède une école primaire publique reconstruite et agrandie en 2021.